# Austin Peralta
Austin Peralta (Los Angeles, 25 oktober 1990 – 21 november 2012) was een Amerikaans jazzpianist, -componist en multi-instrumentalist.
Peralta, de zoon van filmregisseur Stacy Peralta, was een getalenteerd pianist. Al op 6-jarige leeftijd had hij pianoles. Toen hij tien was, raakte hij geïnteresseerd in jazz. Hij studeerde aan de New School University in New York en kreeg aanwijzingen van pianist Alan Pasqua en saxofonist Buddy Collette. In de jazz werd hij beïnvloed door Herbie Hancock en McCoy Tyner.
Op 15-jarige leeftijd trad hij op op het Tokyo Jazz Festival 2006, met een eigen trio, en speelde er in een pianokwartet met onder meer Chick Corea en Hank Jones. In 2006 kwam hij met zijn eerste plaat waarop hij met een trio speelde, met op bas Ron Carter. Op zijn tweede album, uitgekomen in hetzelfde jaar, speelde onder andere bassist Buster Williams mee. In 2007 trad hij op tijdens het Java Jazz Festival. Peralta trad overal ter wereld op. In 2012 speelde hij regelmatig met Allan Holdsworth en Virgil Donati.
Peralta overleed op amper 22-jarige leeftijd. Onderzoek wees uit dat een longontsteking in combinatie met alcohol en drugs de doodsoorzaak was.

## Discografie
als leider:
- Maiden Voyage, Sony BMG, 2006
- Mantra, Sony BMG, 2006
- Endless Planets, Brainfeeder, 2011

als sideman:
- Tim Ries: Stones World, Sunny Side, 2008
- Cinematic Orchestra: In Motion #1, Ninja Tune, 2012